# FTSE 100
FTSE 100 Index også kaldet FTSE 100, FTSE eller uformelt "footsie" er et aktieindeks bestående af de 100 børsnoterede selskaber på London Stock Exchange med den største markedsværdi. Det er et af de mest benyttede aktieindeks og det ses som et måleinstrument for virksomhedernes velstand. Aktieindekset vedligeholdes af FTSE Group, som er et datterselskab til London Stock Exchange Group.  
FTSE er en forkortelse der kommer af The Financial Times Stock Exchange 100 Index. FTSE er ejet af dels The Financial Times (FT), og dels the London Stock Exchange (LSE) hvorfra navnet er samlet. FTSE er en virksomhed som i lighed med Standard & Poor's specialiserer sig i indeks beregning. FTSE er ikke selv del af en børs.
FTSE 100 er etableret 3. januar 1984 med en basisværdi på 1.000 og har oplevet en generel stigning til dagens kurs d. 4.11.2017 på 7.560,35, på nær to kraftige dyk  i 7.3.2003 (3.491,53) og under finanskrisen 6.3.2009 (3.530,73).  